# Косарев, Александр Фёдорович
Александр Фёдорович Косарев (1923 — ?) — бригадир колхоза «Большевик» Аркадакского района Саратовской области, Герой Социалистического Труда (1966).
Место рождения: с. Чистенький Аркадакского района Саратовской области.
После окончания школы работал в колхозе.
Призван в РККА 1.11.1941 г. Участник войны, наводчик орудия, младший сержант.
Награждён медалью «За отвагу» (15.01.1944.). В 1985 году, в честь 40-летия Победы, награждён орденом Отечественной войны II степени.
После демобилизации (1947) работал трактористом в Аркадакской МТС. С 1958 г. бригадир колхоза «Большевик» Аркадакского района.
Да достижение высоких показателей, перевыполнение заданий семилетнего плана 23.06.1966 присвоено звание Героя Социалистического Труда.
Делегат XXIII съезда КПСС (1966).